# Новоновицька
Новоновицька (рос. Новоновицкая) — присілок в Гордієвському районі Брянської області Російської Федерації.
Населення становить 54 особи. Входить до складу муніципального утворення Рудневоробйовське сільське поселення.

## Історія
Розташоване на території української історичної землі Стародубщина.
Від 2005 року входить до складу муніципального утворення Рудневоробйовське сільське поселення.

## Населення
| 2010 | 2013 |
| ---- | ---- |
| 63   | ↘54  |